# Vetren
Vetren (în bulgară Ветрен ) este un oraș în partea de sud a Bulgariei. Aparține de  Obștina Septemvri, Regiunea Pazargik.

## Demografie
Componența etnică a orașului Vetren
     Bulgari (82,39%)
     Romi (4,19%)
     Nicio identificare (13,07%)
     Altele (0,62%)
La recensământul din 2011, populația orașului Vetren era de 3.221 locuitori. Din punct de vedere etnic, majoritatea locuitorilor (82,39%) erau bulgari, cu o minoritate de romi (4,19%). Pentru 13,07% din locuitori nu este cunoscută apartenența etnică.

## Atracții culturale și naturale
Vetren este un loc frumos și liniștit, cu aer curat și de vindecare.
În 2005 a fost format trupa de amatori de teatru, care a prezentat piesa "Regatul de femei", regizat de Ivan Dzhambazov. Jocul este prezentat de două ori pe scena de "Hristo Smirnenski" în Vetren, scena a centrului "Vasil Levski" din Velingrad, de două ori pe scena Casei Tineretului, în septembrie, iar în Sestrimo sat. De asemenea, trupa a concertat în Italia. Publicul acceptă cu entuziasm de performanță de artiști amatori.